# 亚历山大·利亚什科
亚历山大·帕夫洛維奇·利亚什科（1915年12月17日（格里历：12月30日）—2002年9月10日），蘇聯烏克蘭裔政治人物。曾任乌共顿涅茨克州委第一书记，乌克兰苏维埃社会主义共和国最高苏维埃主席团主席，乌共中央第二书记，部长会议主席等职务。

## 生平
- 1915年12月17日（格里历：12月30日）出生于叶卡捷琳诺斯拉夫省罗达科韦的一个铁路工人家庭。1930年中学毕业后在当地火车站做学徒工。
- 1931年10月-1935年4月，顿涅茨克公路技术学校学习。
- 1935年4月-1937年9月，顿涅茨克州卡季伊夫卡汽车厂机械师，副厂长。
- 1937年9月-1941年7月，顿涅茨克工业学院冶金系学习。
- 1941年7月-1942年8月，哈尔科夫第2坦克学院学习，获陆军中尉军衔。1942年加入联共（布）。
- 1942年8月-1943年7月，红军北高加索方面军服役。
- 1943年7月-1945年10月，哈尔科夫第2坦克学院教师。
- 1945年10月-1947年，斯大林诺（顿涅茨克）州新克拉马托尔斯克机械制造厂工程师。1947年毕业于顿涅茨克工业学院，获冶金工程师资格。
- 1947年-1951年，新克拉马托尔斯克机械制造厂副厂长。
- 1951年-1952年，乌共（布）新克拉马托尔斯克机械制造厂党委组织部长。
- 1952年-1954年8月，乌共斯大林诺州克拉马托尔斯克市委第一书记。
- 1954年8月-1957年，乌共斯大林诺州委书记。
- 1957年-1960年3月，乌共斯大林诺州委第二书记。
- 1960年3月-1963年1月，乌共斯大林诺、顿涅茨克州委第一书记。
- 1963年1月-7月，乌共顿涅茨克工业区党委第一书记。
- 1963年7月-1966年3月，乌共中央书记处书记。期间，1963年7月-1965年兼任乌共中央工业和建设委员会主席。
- 1966年3月-1969年6月，乌共中央第二书记。
- 1969年6月-1972年9月，乌克兰苏维埃社会主义共和国最高苏维埃主席团主席。
- 1972年9月-1987年7月，乌克兰苏维埃社会主义共和国部长会议主席。1986年，他领导了切尔诺贝利核事故善后委员会。
- 1987年7月起退休，享受基辅市联邦养老金待遇。
- 2002年10月9日于基辅逝世，享年86岁。葬于拜科夫公墓。

利亚什科是苏共19，21-27大代表，第22-27届中央委员；第6-7，9-11届苏联最高苏维埃联盟院代表，第8届苏联最高苏维埃民族院代表，第5，7-11届乌克兰苏维埃社会主义共和国最高苏维埃代表。

## 荣誉
苏联：
- 社会主义劳动英雄称号（1985）
- 六次列宁勋章（1965,1971,1973,1975,1977,1985）
- 两次劳动红旗勋章（1957,1958）
- 一级卫国战争勋章（1985）

匈牙利人民共和国：
- 国旗勋章

乌克兰：
- 三级波格丹·赫梅利尼茨基勋章（1999）
- 智者雅罗斯拉夫王子勋章（2000）
- 内阁荣誉证书（2000）[2]

## 備註
1. ↑  烏克蘭語羅馬化：Oleksandr Pavlovych Liashko
2. ↑  俄語羅馬化：Aleksandr Pavlovich Lyashko